# ديسكفري كوميونيكيشنز

شعار شركة ديسكفري كوميونيكيشنز

ديسكفري كوميونيكيشنز (بالإنجليزية: Discovery communications)‏ كانت شركة أمريكية دولية للإعلام والترفيه الواقعي. تأسست عام 1985 على يد جون هيندريكس. يقع مقرها في مقاطعة مونتغمري، ماريلاند في الولايات المتحدة. وتبث أكثر من 100 قناة على 30 شبكة بـ 33 لغة في 170 دولة لـ 1.5 مليار مشاهد في جميع أنحاء العالم ويتوفر بثها الأصلي باللغات الإنجليزية واللغات المحلية في عدة دول هي: الولايات المتحدة، المملكة المتحدة، أمريكا اللاتينية، أستراليا، كندا، اليابان، تايوان، الهند.
في مايو 2021، أعلنت أي تي آند تي عن اقتراحها لدمج شركتها الإعلامية وارنر ميديا مع شركة ديسكفري تمت الموافقة على الصفقة من قبل المفوضية الأوروبية في ديسمبر 2021 وتم الانتهاء منها في 8 أبريل 2022، لتشكيل شركة وارنر برذرز. ديسكفري.

## قنوات تلفزيونية
- ديسكفري وورلد  (قناة اكتشاف العالم)

وهي قناة مهتمة بالبحث العلمي والاستكشافي واخر ما توصلت اليه البحوث والتطوير في مختلف المجالات.
- ديسكفري ساينس (قناة اكتشاف العلوم)

وهي قناة مهتمة بالبحث العلمي والاستكشافي واخر ما توصلت اليه التكنولوجيا العلمية والتطبيقية في العالم.
- أنيمال بلانت (قناة الحيوانات)

وهي قناة مهتمة بالبحث العلمي والاستكشافي في علوم دراسة وحماية البيئة والكائنات الحية.

## الشرق الأوسط وشمال أفريقيا
القنوات المترجمة عربيا والتي تبث في الشرق الأوسط وشمال أفريقيا هي الترجمة العربية للنسخة الأوروبية من القناة على يد شركة الترجمة اس دي أي ميديا ميدل ايست وتبث على القمريين الاصطناعيين النايل سات والعرب سات بدر4. وتقوم شبكة شبكة أوربت شوتايم ببثها.وتحتفظ الشركة صاحبة العلامة التجارية بحقوقها.

## برامج
بعض برامج القناة:
1- ماوراء الغد Beyond Tomorrow
يعرض احدث التقنيات التي تم التوصل إليها والتطبيقات التي ستستخدم بها.
2- الهندسة القصوى Extreme Engineering
يعرض إنشاءات ومشروعات هندسية عملاقة تختبر أقصى قدرات الهندسة.
3- الالات القصوى Extreme Machines
يعرض كيف تصنع وتعمل الالات الأكثر تعقيدا لخدمة البشرية.
4- المهووس الدماغي Brainiac: Science Abuse
برنامج تسلية يعرض مواضيع وتجارب عملية في صورة طريفة.
5- كيف تصنع الاشياء How It's Made
السؤال الأكثر ثشويقا كيف تصنع الاشياء.
6- كيف فعلوا ذلك How Do They Do It
كل الإنشاءات والالات حولنا كانت لاشيئ فكيف فعلوها.
7- تجميد الزمن Time Warp
العديد من الأحداث تحدث في اجزاء من الثانية وبتصويرها بكاميرا تلتقط 7000 صورة لكل ثانية ستكتشف عالم جديد لم تره من قبل.
8- أعمال قذرة Dirty Jobs
أعمال لاتود العمل بها يكفيك فقط مشاهدتها.
9- مدمروا الخرافات Mythbusters
ماكثر الخرافات والاساطير التي نسمعها حان الوقت للتحقق من صحة هذه الشائعات.
10- الأسلحة المستقبلية Future wepons
اضطلع على احدث وافتك الأسلحة في العالم ومدى قدراتها الخارقة.